# Varsity Show
Varsity Show è uno spettacolo teatrale realizzato annualmente dagli studenti della Columbia University.

## Storia
Venne organizzato per la prima volta nel 1894 per raccogliere fondi per la squadra di atletica dell'università. Dal 1896 divenne un appuntamento annuale.

## Partecipanti
Tra gli ex-alunni della Columbia che, nel corso dei loro studi, parteciparono alla realizzazione dello spettacolo si ricordano:
- William C. deMille (1900), presidente dell'Academy of Motion Picture Arts and Sciences
- Ralph Morgan (1904), primo presidente della Screen Actors Guild
- Roy Webb (1910), autore di colonne sonore, tra cui Notorious - L'amante perduta e Marty, vita di un timido
- Oscar Hammerstein II (1916), compositore e paroliere, vincitore di due Oscar per la migliore canzone
- Howard Dietz (1917), paroliere e responsabile della pubblicità della MGM, che creò Leo the Lion, il leone ruggente simbolo della casa cinematografica
- Herman J. Mankiewicz (1917), scrittore e sceneggiatore di Quarto potere con Orson Welles
- Lorenz Hart (1918), paroliere di My Funny Valentine, Bewitched, Bothered and Bewildered  e altri standard di Broadway
- Corey Ford (1923), umorista
- Richard Rodgers (1923), musicista e compositore
- Jacques Barzun (1927), storico culturale
- Albert Maltz, sceneggiatore
- William Ludwig (1932), sceneggiatore vincitore di un Oscar alla migliore sceneggiatura originale per Oltre il destino
- Sid Luckman (1939), quarterback dei Chicago Bears
- I.A.L. Diamond (1941), sceneggiatore vincitore di un Oscar alla migliore sceneggiatura originale per L'appartamento
- Gerald Green (1942), scrittore
- Sorrell Booke (1949), attore, interprete di Boss Hogg in Hazzard
- Edward Kleban (1959), paroliere di A Chorus Line
- Terrence McNally (1960), drammaturgo vincitore di un Tony Award